# Gad Brook
Der Gad Brook ist ein Wasserlauf in Surrey, England. Er entsteht in Holmwood Corner südlich von Holmwood aus dem Zusammenfluss zweier unbenannter Zuflüsse. Er fließt in nordöstlicher Richtung bis zu seiner Mündung in den River Mole.